# Tellaro (Lerici)

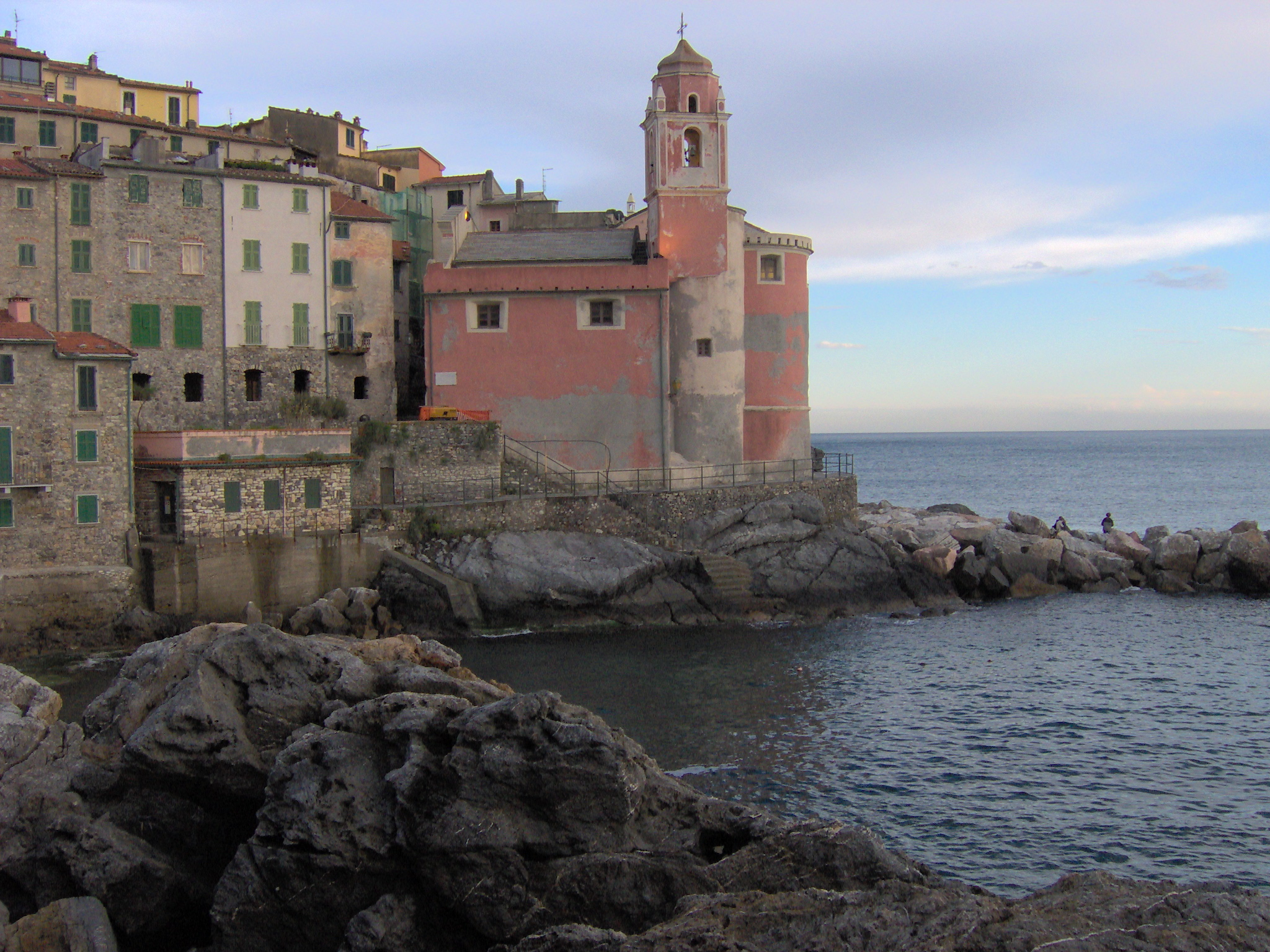
Kirche San Giorgio von Tellaro

Tellaro (Teàe im ligurischen Dialekt) ist  eine Ortschaft (Fraktion) der Gemeinde Lerici und gehört zur Vereinigung I borghi più belli d’Italia (Die schönsten Orte Italiens).

## Lage
Tellaro liegt 3 km südlich von Lerici direkt am Golf von La Spezia, von wo man über den Golf nach Porto Venere und den vorgelagerten Inseln Palmaria, Tino und Tinetto blickt. Die einzige Zufahrt für Kraftfahrzeuge ist eine nah am Meer gebaute Straße und führt von Lerici über Fiascherino nach Tellaro. Die Ortschaft ist über steile Fußwege auch von den höher gelegenen Orten wie Montemarcello zu erreichen.

## Etymologie
Der Name Tellaro leitet sich wahrscheinlich von tela (Leinen) für den Handel von Tüchern und Gewebe ab. Denkbar ist auch eine Zurückführung auf telus (Pfeil), wie er zur Verteidigung einer Befestigung verwendet wurde. Auch eine Herkunft aus dem etruskischen oder paläoligurischen tular (Grenze) scheint möglich. Tellaro könnte aber auch griechischen Ursprungs sein, da die lateinische Bezeichnung von Lerici, Portus Illycis, die sagenhafte Besiedlung der Gegend durch Iliakos (Trojaner) andeutet. Jedenfalls dürfte die Gegend später tatsächlich von griechischen Emigranten besiedelt worden sein.

## Geschichte
Seit dem 7. vorchristlichen Jahrhundert wurde der Golf von den Etruskern beherrscht, die mit der Stadt Luni eine große Handelsmetropole gegründet hatten. Der Hafen von Lerici entwickelte sich zu einem wichtigen Umschlagplatz für griechische und phönizische Handelsschiffe und behielt diese Rolle auch in römischer Zeit bei. 
Im 10. nachchristlichen Jahrhundert bestätigte Berengar II. dem Bischof Adalberto von Luni alle Kirchenbesitzungen in dieser Gegend, einschließlich Barbazzano, einer römischen Siedlung, die im Mittelalter durch Produktion von Olivenöl zu großem Wohlstand gelangt war, von der heute aber nur noch Ruinen erhalten sind. Entsprechend häufig waren Piratenüberfälle, namentlich von Sarazenen. Im 13. Jahrhundert gelange die Gegend endgültig in den Besitz von Genua, nachdem Pisa und Genua lange Jahrzehnte um die Vorherrschaft in dieser Region gerungen hatten. 
Die mittelalterliche Besiedlung von Tellaro erfolgte zwischen 1320 und 1380 und wurde wahrscheinlich 1348 von der großen Pestepidemie gefördert, da Teile der Bevölkerung die Stadt Barbazzano verlassen und sich vermutlich hier niedergelassen haben. 1398 wurde die Festung San Giorgio, nach der die später erbaute Kirche benannt werden sollte, durch einen Sarazenenüberfall zerstört. Am Heiligabend des Jahres 1400 wurde bei einem erneuten Angriff der Sarazenen das gesamte Dorf dem Erdboden gleichgemacht. Die überlebenden Einwohner verließen daraufhin den Ort. 
Eine Neubesiedlung erfolgte erst wieder 1564, wobei die Häuser mit ihren engen Gassen auf den Grundmauern der alten Befestigungsanlage errichtet wurden. In der zweiten Hälfte des 16. Jahrhunderts wurde die dem Heiligen Georg geweihte Kirche San Giorgio gebaut. Als Warnsignal bei Piratenangriffen diente von nun an das Läuten der Kirchenglocke. In diese Zeit fällt auch der Bau des Oratoriums von Santa Maria in Sela. Die Kirche mit ihrer charakteristischen rosa Farbe liegt direkt am Meer umgeben von einem Platz mit Häusern.

## Traditionen
Zu den bekanntesten Legenden der Gegend zählt die ungewöhnliche Abwehr eines nächtlichen Piratenangriffs der Sarazenen: Die Piraten von Gallo D'Arenzano hatten gerade zur Landung angesetzt, als plötzlich die Glocken zu läuten begannen. Eine große Krake (Polpo), die sich aus dem Meer erhoben hatte, soll das Alarmsignal ausgelöst haben. Die Bevölkerung hörte die Glocken und konnte die Piraten zurückdrängen. Dieses Ereignis wird jedes Jahr am zweiten Sonntag im August mit einem großen Fest, der Sagra del Polpo (Krakenfestival), gefeiert. 
Zu Weihnachten wird die Geburt des Jesuskindes auf ungewöhnliche Weise unter Wasser gefeiert. Jedes Jahr deponiert dazu eine Gruppe von Tauchern die Statue des Kindes unter Wasser. In der Nacht zum 1. Weihnachtsfeiertag wird dann vor einer Kulisse von über 8000 Kerzen das Christuskind von der Tauchergruppe aus dem Meer geborgen. Die Feier schließt mit einem großen Feuerwerk. 
Wassersportler aus Tellaro nehmen auch jedes Jahr am ersten Sonntag im August am Palio del Golfo teil, einem Ruderwettbewerb im Golf von La Spezia, bei dem auch die Mannschaften von La Spezia, Lerici, Porto Venere, San Terenzo, Le Grazie, Canaletto, Fezzano, Cadimare, Marola, Fossamastra, Muggiano und Venere Azzurra vertreten sind. Der Palio ist Teil der Festa del Mare, einer Schiffsschau der angrenzenden Gemeinden.

## Bekannte Bürger
- Mario Soldati (1906–1999), Schriftsteller, Regisseur und Drehbuchautor.
- Paolo Caprini (* 1941), Maler.